# Stijg (volleybal)
Stijgaanval (door volleyballers ook wel een kortje of een stijgje genoemd) is een volleybaltechniek die vooral op een hoger niveau wordt toegepast.
Bij deze techniek springt de middenaanvaller al voordat de spelverdeler de set-up heeft gegeven. De spelverdeler houdt de bal binnen zijn eigen bereik en tikt de bal slechts iets omhoog, waarna de middenaanvaller de bal praktisch uit de handen van de spelverdeler slaat (=eerste tempoaanval).
Een stijgje moet men echter niet verwarren met een steek. Bij de steek is de afstand tussen de aanvaller en de spelverdeler (in de breedte) ± 2 meter. Hierbij speelt de spelverdeler een strakke, snelle bal naar de aanvaller, die de bal over het net kan slaan.
Het grote voordeel van een stijg- of steekaanval is de snelheid waarmee deze wordt uitgevoerd. Op deze manier geeft men de blokkering weinig tijd om te reageren.